# Jacek Zienkiewicz
Jacek Zienkiewicz (ur. 1 stycznia 1967 we Wrocławiu, zm. 9 stycznia 2023) – polski matematyk, dr hab.

## Życiorys
9 stycznia 1996 obronił pracę doktorską Zagadnienia początkowe dla równań Schrodingera na grupie Heisenberga, 18 grudnia 2007 habilitował się na podstawie pracy zatytułowanej Przestrzenie funkcyjne i półgrupy operatorów. Został zatrudniony na stanowisku profesora uczelni w Instytucie Matematycznym na Wydziale Matematyki i Informatyki Uniwersytetu Wrocławskiego, oraz był członkiem Rady Dyscypliny Naukowej – Matematyki Uniwersytetu Wrocławskiego.